# Homohadena
Homohadena từng là một chi bướm đêm thuộc họ Noctuidae, hiện tại được coi là đồng nghĩa của Sympistis.

## Former species
- Homohadena badistriga (Grote, 1872)
- Homohadena fifia Dyar, 1904
- Homohadena incomitata Harvey, 1875
- Homohadena inconstans Grote, 1883
- Homohadena induta Harvey, 1874
- Homohadena infixa (Walker, 1856)
- Homohadena rustica Barnes & McDunnough, 1911
- Homohadena stabilis J.B. Smith, 1895

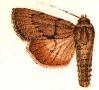
Homohadena incomitata
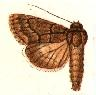
Homohadena induta
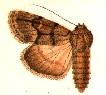
Homohadena infixa
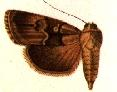
Homohadena infixa
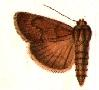
Homohadena stabilis